# Vijzelgracht

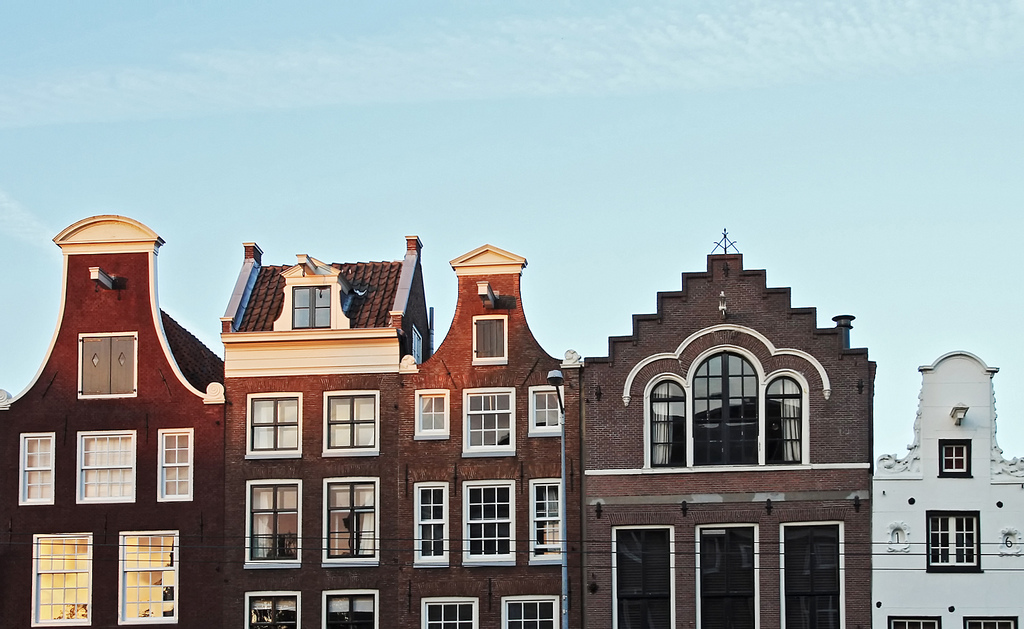
Maisons à pignon amstellodamoises sur le Vijzelgracht.

Le Vijzelgracht est un ancien canal de l'arrondissement Centre de la capitale néerlandaise Amsterdam. Reliant le Prinsengracht au nord et le Weteringschans au sud, il est rebouché en 1933. La voie de circulation établie en son lieu, permettant le passage de la ligne 24 du tramway d'Amsterdam, conserve son nom.

## Situation et accès
Le Vijzelgracht fait aujourd'hui partie d'un axe de circulation majeur prolongé vers le nord par la Vijzelstraat, le Rokin et le Damrak en direction de la gare centrale d'Amsterdam, via la Muntplein, le Dam et la place de la Gare, ainsi que vers le sud par la Ferdinand Bolstraat.

## Histoire

### Creusement

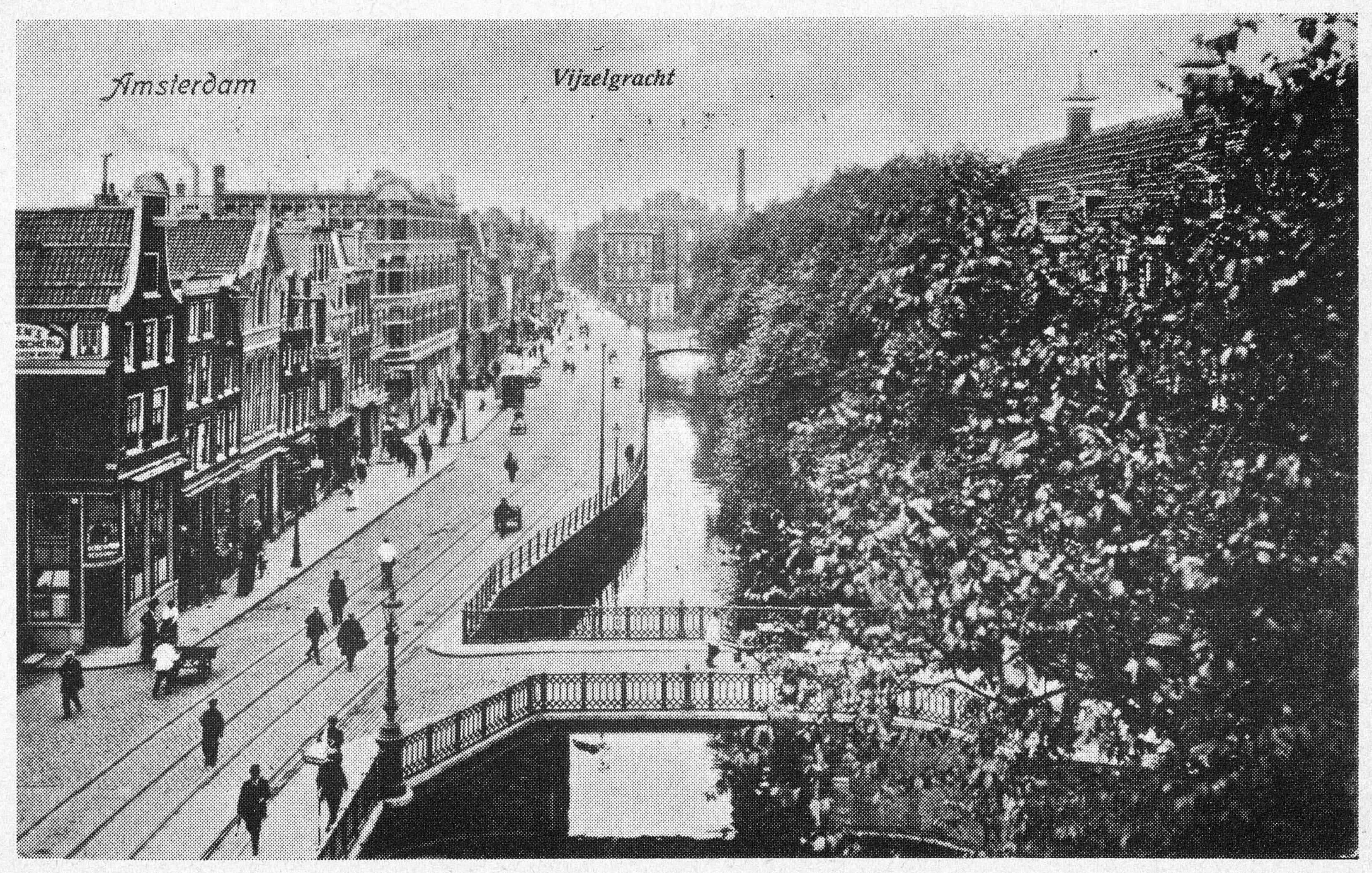
Le canal aux alentours de 1900.

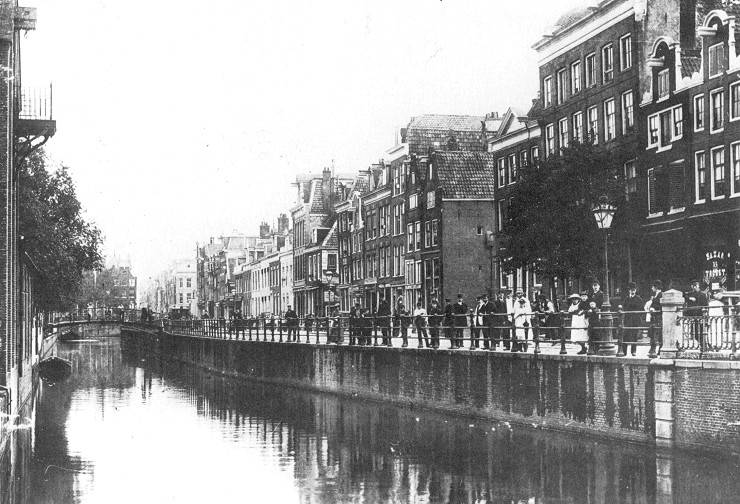
Vue de l'ancien canal vers 1930.

La décision de création du canal remonte au plan d'expansion de la ville de 1658. Il sera creusé sur la décennie suivante. Tout comme la rue éponyme, la Vijzelstraat, il est probablement baptisé en l'honneur de deux illustres habitants de la ville, Cornelis et Jan Vijselaar, au XVIIe siècle. Le Vijzelgracht est rebouché en 1933.

### Époque contemporaine
L'effondrement de plusieurs bâtiments historiques sur le Vijzelgracht conduisent à un arrêt du chantier de construction de la Noord/Zuidlijn du métro d'Amsterdam entre septembre 2008 et août 2009. Une commission présidée par l'ancien ministre Cees Veerman est alors chargée de déterminer si les travaux doivent reprendre et prend la décision de relancer la construction le 4 juin 2009. La décision est confirmée par le conseil municipal le 1er juillet 2009.
Avec l'inauguration de la ligne en juillet 2018, la station de métro Vijzelgracht, bâtie sous l'axe de circulation en parallèle à celui-ci, entre en service. Elle permet la correspondance avec les lignes 1, 7, 19 et 24 du tramway d'Amsterdam.

## Bâtiments remarquables
Le Vijzelgracht présente la caractéristique de compter 47 monuments nationaux (rijksmonumenten) et bâtiments inscrits au registre des bâtiments municipaux tandis que la Vijzelstraat en compte 50.